# Делигеоргис, Эпаминондас
Эпамино́ндас Делигео́ргис (греч. Επαμεινώνδας Δεληγεώργης; 10 января 1829, Триполис — 14 мая 1879, Афины) — греческий политик XIX века. В период 1865—1877 годов шесть раз стал премьер-министром Греции. По сегодняшний день сохраняет титул самого молодого греческого премьера, поскольку впервые принял этот пост в возрасте 36 лет.

## Биография
Делигеоргис родился в аркадийском городе Триполи в 1829 году.
К началу Греческой революции в 1821 году, город был центром османского владычества и был, одновременно, своего рода «Бастилией Пелопоннеса». Город был взят греческими повстанцами, перебившими не только его турецкий гарнизон и вооружённых мусульман, но и укрывавшееся там безоружное мусульманское и еврейское население.
После вторжения войск Османского Египта, греки оставили город, который был занят войсками Ибрагима-паши в июне 1825 года.
В начале 1828 года турко-египтяне были вынуждены покинуть Пелопоннес, разрушив Триполи в очередной раз.
В следующем, 1829, году когда Делигеоргис родился в Триполи, город населяли всего 3.380 душ, все греки, живших в 750 полуразрушенных домиках.
Отец Эпаминонда, Митрос Делигеоргис, был участником войны, воевал в Месолонгионе и в 1833 году стал офицером, только что созданной, жандармерии:3336.
Эпаминонд Делигеоргис учился юриспруденции, в 1859 году был избран депутатом парламента, но двумя годами позже был арестован властями баварца короля Оттона I и заключён в тюрьму.

## Низвержение Оттона
В антимонархистской революции 1862 года Делигеоргис был полюсом притяжения молодых политиков, средних и низших городских слоёв и университетской молодёжи:153.
Восстание октября 1862 года, под руководством Теодора Гриваса, вышло из под контроля властей. Правительство начало производить аресты политиков. 10 октября солдаты и граждане Афин заняли казармы артиллерии:507.
Была опубликована декларация, составленная «самым решительным из заговорщиков», Эпаминондом Делигеоргисом. Декларация, под которой подписались 25 политиков и военных, провозглашала низложение монархии, формирование временного правительства и созыв Национального собрания. Осознав, что и послы «Великих держав» не поддерживают более Оттона, премьер министр Геннеос Колокотронис отказался произвести массовые аресты военных и политиков, противников Оттона, «чем спас Афины и Грецию от кровавой бани». При этом Геннеос завил: «Династия потерявшая любовь народа, не должна опираться в Греции на насилии»:155.
В временном правительстве 1862 года Делигеоргис стал министром публичного образования.
Делигеоргис основал в 1863 году и стал руководителем партии «Национальный комитет (Делигеоргиса)».
(В 1866 партия стала именоваться «Партия Делигеоргиса». Прекратила своё существование после смерти своего основателя в 1879 году).
Когда на трон Греции был возведён представитель датской династии, король Георг, Делигеоргис возглавлял одну из 4-х политических партий страны.
Современный английский историк Дуглас Дакин пишет, что Делигеоргис был прекрасным оратором и что вокруг него сгруппировались молодые офицеры и студенты, подверженные западным либеральным идеям:154.

## Премьер — министр
В октябре 1865 года король впервые поручил Делигеоргису, «кумиру либеральной молодёжи», как именует его Дакин:216, сформировать правительство, но это правительство пало в начале ноября, когда политические противники Делигеоргиса, Кумундурос, Александрос и Вулгарис, Димитриос, объединили свои силы:163.
В последовавшей политической игре, когда партии еженедельно меняли союзы, Делигеоргис вновь сформировал правительство 13 ноября 1865 года и вновь уступил власть 28 ноября, когда новое правительство сформировал Бенизелос Руфос:164.
В июне 1866 года Делигеоргис согласился возглавить министерство иностранных дел в правительстве Вулгариса:167.
Делигеоргису было вновь поручено сформировать правительство в июле 1870 года, в результате политического кризиса, возникшего после взятия греческими разбойниками в заложники, а затем убийства, группы британских дипломатов. Это правительство просуществовало до декабря:191.
Делигеоргис вновь пришёл к власти в июле 1872 года. Это правительство просуществовало до февраля 1874 года и успело осуществить ряд реформ и принять результативные меры против разбоя:192.
После этого Делигеоргис стал министром образования, министром финансов в правительстве Константина Канариса в 1877 году.
(Правительство Канариса было создано в период «Восточного кризиса», вызванного русско-турецкой войной, по требованию народного собрания и сотрудничества лидеров всех партий. Правительство Канариса сменило немногодневное правительство Александра Кумундуроса 26 мая 1877 года и оставалось у власти до 11 января 1878 года. После смерти Канариса, 2 сентября 1877 года, пост премьер-министра поочерёдно брали на себя министры).
В общей сложности Делигеоргис 6 раз стал премьер-министром (1865, 1870, 1872, 1876, 1877), и по сегодняшний день сохраняет титул самого молодого греческого премьера поскольку впервые принял этот пост в возрасте 36 лет.
Эпаминонд Делигеоргис умер в Афинах в 1879 году.